# Louis Le Chatelier
Louis Le Chatelier (Pariz, 20. veljače 1815. — Pariz, 10. studenog 1873.) bio je francuski inženjer. 
Le Chatelier je studirao od 1834. do 1836. na École polytechnique a poslije toga na Ecole des Mines. Kasnije je radio kao rudarski inženjer u javnoj službi. Izumio je lampu koja se koristi u rudarskim oknima, koja je nazvana po njemu, kao i metodu kontrolirane eksplozije rudarskog plina.
Le Chatelier je 1855. razvio proces dobivanja aluminijuma iz boksita i smatra ga se osnivačem francuske aluminijumske industrije. Odigrao je važnu ulogu pri uvođenju Siemens-Martinove peći u francusku industriju čelika kao i izgradnji francuskih pruga. Bio je također tehnički savjetnik kod opsežnih ulaganja u industriju i željeznicu braće Émila i Isaaca Péreire, vlasnika banke Crédit Mobiliere. Radio je i na poslovima izgradnje železnica u Rusiji i Španjolskoj. Bio je aktivan i u državnim odborima.
Napisao je dosta knjiga o željeznicama i gradnji lokomotiva.
Imao je četiri sina i jednu kćer. Bio je otac kemičara Henryja Le Chateliera, građevinskog inženjera Louisa Le Chateliera (1853. – 1928.), jednog od graditelja pariškog metroa a kasnije upravitelja visokih peći u Caenu, mornaričkog inženjera Andréa Le Chateliera (1861. – 1929.), koji je bio poznat po svojim radovima o legurama čelika za pogon brodova. Njegov unuk Robert (r. 1930.) vodio je tvrtku Ugine (danas Ugitech).
Njegovo ime nalazi se na popisu 72 znanstvenika ugraviranih na Eifellovom tornju  i jedna ulica u Parizu nosi njegovo ime.